# Измаил (пристанище)
Пристанище Измаил (на украински: Порт Ізмаїл, или Ізмаїльський морський торговельний порт) е пристанище в град Измаил, разположено в Килийското гърло на река Дунав.
То е собственост на държавата. Открито е през 1813 г. През 2009 г. в пристанището работят 2520 души.

## История

### Руска империя
Пристанището е построено през 1813 г. Транспортира продукция от Бесарабия (пшеница, риба, месо, мед, вълна и др.). През 1892 г. е построен каменен кей.

### Кралство Румъния
През 1918 – 1940 г. (когато Бесарабия е част от Кралство Румъния) транспортирането на стоки през пристанището значително намалява и се извършва предимно от румънци.

### УССР
След присъединяването на Бесарабия към УССР пристанището е оборудвано с плаващи кранове. През февруари 1941 г. до пристанището е построена жп линия, свързваща го с град Арциз. По време на Втората световна война основна задача на пристанището е да превозва товари и войници необходими за бойните действия, както и да обслужва флотилията. През 1944 г. пристанището отново минава в състава на СССР. След 1950 г. товарооборотът се увеличава.

## Фото галерия
- Пристанището през 1920 г.
- Кораб „Восход 5“ на брега в пристанището през 2003 г.
- Изглед към пристанището през 2014 г.